# 馬丁·格林菲爾德
馬丁·格林菲爾德（英語：Martin Greenfield，本名，1928年8月9日—2024年3月20日）是一名扎根在美國紐約州紐約市布魯克林的裁縫大師，專門從事男士西裝。他被形容為美國最好的男士裁縫。他的客戶名單包括有六位美國總統，以及其他著名的政治家和名人。他的公司Martin Greenfield Clothiers還為時裝店DKNY和Rag & Bone，以及電視劇《酒私風雲》製作男士西裝。
格林菲爾德是一名大屠殺倖存者，青少年時被監禁在奧斯威辛集中營，他其餘的直系親屬在那裡被殺害。

## 外部連結
- http://greenfieldclothiers.com/ （页面存档备份，存于）